# Средновековна археология
Средновековната археология е дял на археологията, който изучава човечеството чрез неговата материална култура в периода от средновековието в Европа. Най-широко, периодът се простира от 5 до 16 век, той обхваща периода от падането на Западната Римска империя и култури като викингите, саксите и франките. Археолозите често се специализират в изучаването или на ранното Средновековие (Великото преселение на народите), или на средното и късното Средновековие. Средновековната археология изследва развитието на средновековните селища, по-специално развитието на средновековните градове и замъци.
През 1957 г. във Великобритания е създадено – Общество за средновековна археология. Книгата на Кристофър Джерард от 2003 г. „Средновековна археология“ също така очертава, преминаването в Обединеното кралство от антикварианството през викторианския медиевизъм, към появата на средновековната археология като поддисциплина през 20 век.